# Trei elemente: focul, aerul, apa
Trei elemente: focul, aerul, apa este un film românesc din 1985 regizat de Ion Popescu Gopo.